# Nhóm Himalia

Biểu đồ này so sánh các Tham số quỹ đạo và kích cỡ tương đối của các thành viên của nhóm Himalia. Trục hoành biểu thị khoảng cách trung bình tới Sao Mộc, trục tung biểu thị độ nghiêng quỹ đạo, và các vòng tròn là kích cỡ tương đối của các vệ tinhs.

Biểu đồ này biểu thị mọi vệ tinh dị hình của Sao Mộc. Nhóm Himalia là các vệ tinh xếp cùng nhau gần đỉnh của biểu đồ. Vị trí của một vật thể ở trục hoành biểu thị khoảng cách của nó với Sao Mộc. Trục tung biểu thị độ nghiêng quỹ đạo. Độ lệch tâm quỹ đạo được biểu thị bởi các đường kẻ màu vàng chỉ khoảng cách tối đa và tối thiểu từ Sao Mộc. Các vòng tròn miêu tả kích cỡ của vật thể khi so sánh với nhau.

Nhóm Himalia  là một nhóm các vệ tinh dị hình của Sao Mộc chuyển động cùng chiều chuyển động với Sao Mộc, chuyển động theo một quỹ đạo giống với vệ tinh Himalia và được cho rằng có cùng một nguồn gốc.
Các vệ tinh của nhóm đó là (tính với khoảng cách tăng dần từ Sao Mộc):
- Leda
- Himalia (là vệ tinh lớn nhất trong nhóm, cũng là vệ tinh được lấy tên để đặt tên cho nhóm)
- Lysithea
- Elara
- Dia (ứng cử viên)[1]

Hiệp hội Thiên văn Quốc tế (IAU) dành riêng những tên kết thúc bằng -a cho  vệ tinh trong nhóm này để ám chỉ sự chuyển động ngược của các vệ tinh này có mối liên hệ với Sao Mộc: hành tinh trung tâm mà chúng chuyển động xung quanh.

## Đặc điểm và nguồn gốc
Những vệ tinh trong nhóm Himalia có bán trục lớn (khoảng cách từ Sao Mộc) trong khoảng 11.15 đến 11.75 Gigamét, có độ nghiêng quỹ đạo  trong khoảng 26.6° từ 28.3°, và có độ lệch tâm quỹ đạo trong khoảng 0.11 và 0.25. Trên quan sát thực tế, nhóm này rất đồng nhất, tất cả các vệ tinh đều phản xạ một màu trung tính (chỉ mục màu B−V = 0.66 và V−R = 0.36), giống với các thiên thạch loại C. Làm hạn chế sự tán sắc của các thông số  quỹ đạo và sự đồng nhất của phổ điện từ, có giả thiết cho rằng nhóm này là tàn dư từ sự tan vỡ của một thiên thạch từ vành đai tiểu hành tinh chính. Bán kính của thiên thạch lớn này có thể vào khoảng 89 km, chỉ lớn hơn Himalia một chút, vẫn còn lại chính xác 87%. Điều này chỉ ra rằng thiên thạch lớn không bị ảnh hưởng là bao.
Phép tích phân cho ta thấy được rằng một xác suất cao rằng có những sự va chạm giữa thành viên của nhóm vệ tinh này trong vòng đời của hệ mặt trời   (Ví dụ: trên trung bình khoảng 1,5 lần Himalia và Elara va chạm với nhau). Ngoài ra, những mô phỏng tương tự cũng cho thấy được những khả năng cao rằng có những vụ va chạm giữa các vệ tinh thuận và nghịch hành (ví dụ: Pasiphae và Himalia có 27% khả năm va chạm với nhay trong vòng  4,5 tỷ năm). Do đó, có giả thiết cho rằng nhóm vệ tinh hiện tại có thể là kết quả của một sự va chạm gần đây và có lịch sử phong phú hơn trong những vệ tinh thuận và nghịch hành, đối lập với những nhóm tan rã  ngay sau khi sự định hình hành tinh, kể đến nhóm Carme và nhóm Ananke.